# 索托内拉湖 (土卫六)
索托内拉湖（Sotonera Lacus）是在土星最大的卫星土卫六上发现的众多碳氢化合物湖之一。
索托内拉湖位于土卫六北极附近，中心坐标为北纬76.75度、西经17.49度，全长63公里，在它所位于的北极区发现了土卫六上大部分的大型湖泊。
该湖泊由液体甲烷和乙烷组成并被太空探测器卡西尼号探测到，2007年以西班牙的索托内拉湖命名了它。

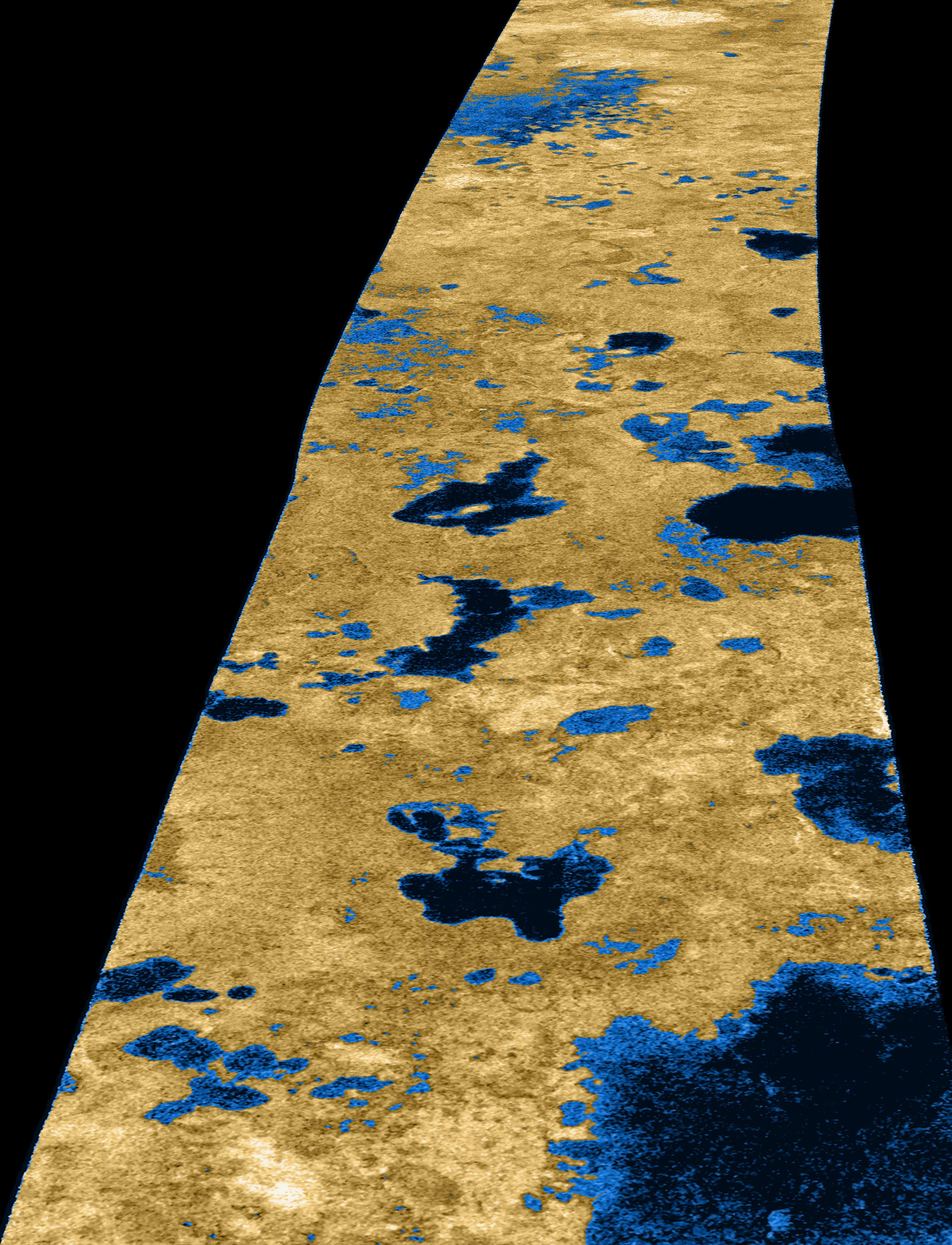
位于前景中部的索托内拉湖
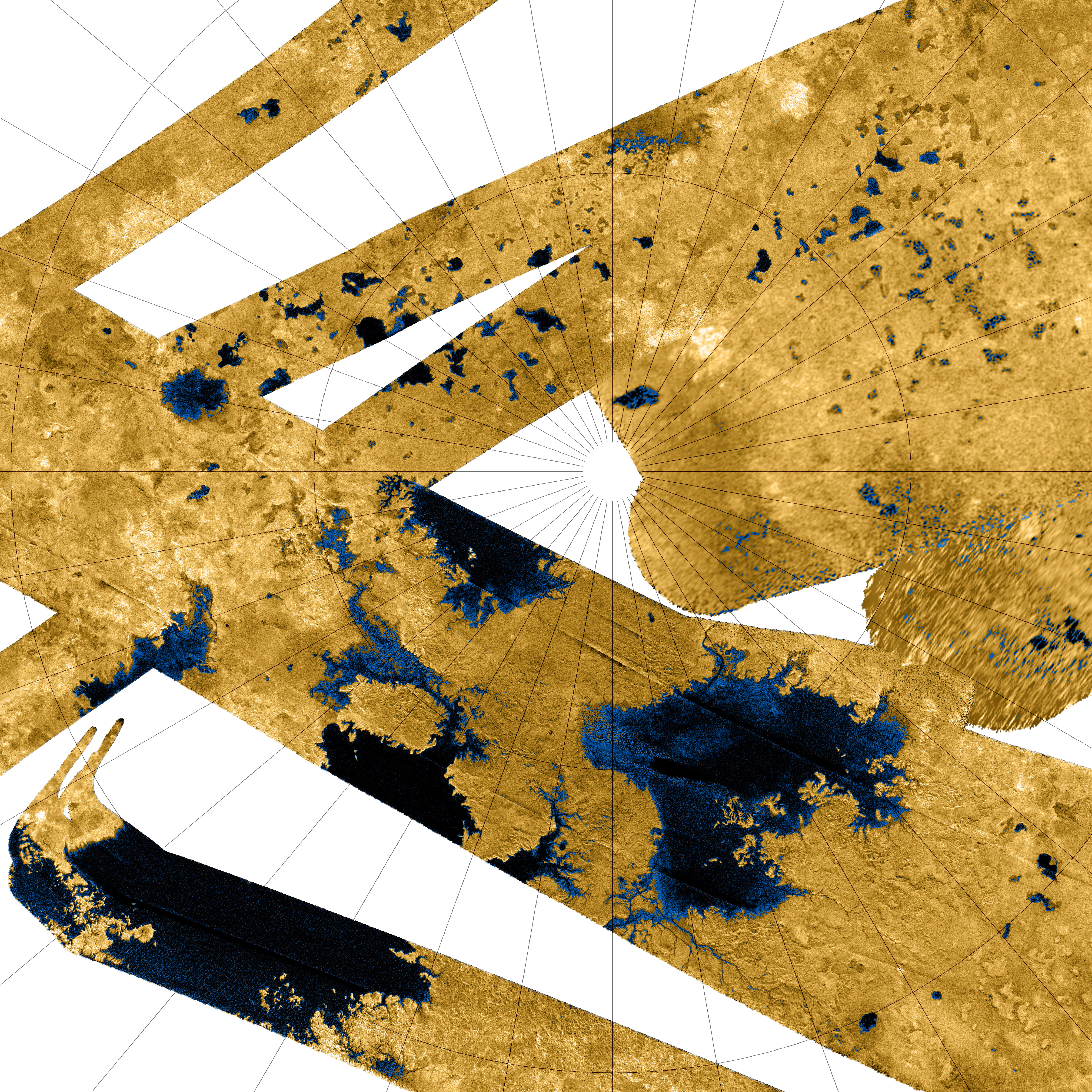
包括索托内拉湖在内的湖泊
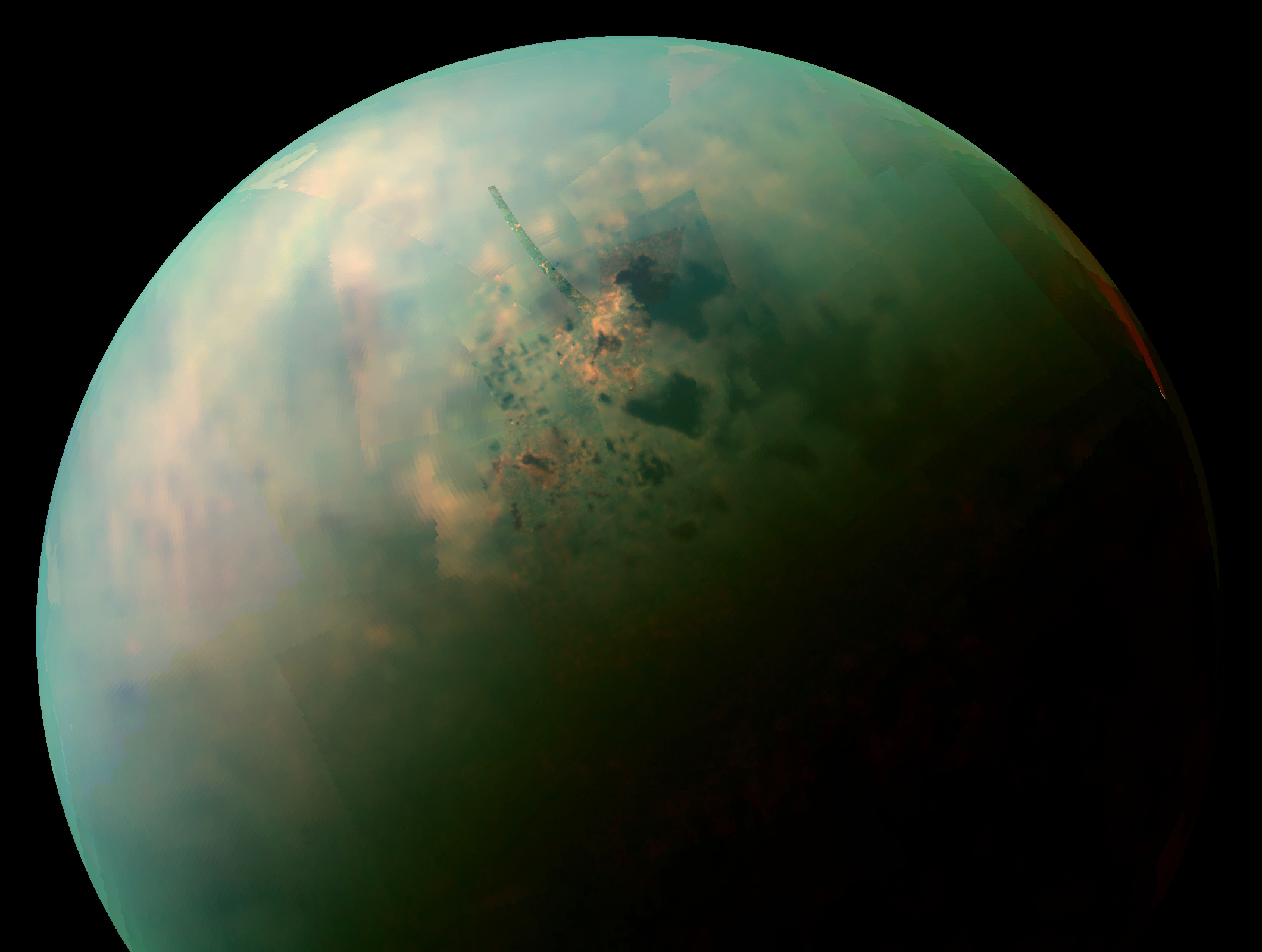
索托内拉湖所位于的土卫六北半球